# Трипуть, Мечислав
Мечислав Трипуть (род. 1 января 1940 года в Загуже) – польский химик, профессор химической технологии и неорганической химии.

## Биография
В 1957 году окончил химический техникум в городе Быдгощ. Затем учился химии в Университете Николая Коперника в Торуни, который окончил в 1963 году.
Диссертацию «Определение изотерм растворимости системы NaNO3-HN4HCO3-H2O при температуре 30 °C» защитил пять лет спустя. Докторскую диссертацию в 1981 году под названием «Исследование равновесия систем пар соли и тары в присутствии мочевины с особым акцентом на системы NaCl-NH3-CO2-H2O». Звание профессора получил в 1999 году.
С 1971 года — член Польского химического общества и член команды рецензентов Russian Journal of Chemical Technology. Проходил стажировку в Московском химико-технологическом институте им. Д. И. Менделеева.
В 2004-2006 годах был заведующим кафедрой химической технологии.

## Научно-исследовательская работа
- «Исследования по разработке безотходных методов получения K2CO3 с KCI в том числе с возможностью использования V2О5 из отработанного ванадиевого катализатора» (2002)
- «Частичная утилизация щелочи отфильтрованной в процессе производства соды методом Сольве» (2002)

## Отдельные публикации
- Исследования растворимости соли ванадия в присутствии NH3 // Научные Работы Института Технологий Неорганической и Минеральных Удобрений Политехнического Вроцлавского университета, ISSN 0084-2893, № 48, 1999, 231-235
- Experimental Determination of the Optimum Conditions of KVO3 Synthesis Based on KCl and V2О5 in the Presence of Steam, Industrial and Eng. Chem. Research 4 2001 3  (англ.)
- Способ получения карбоната калия, PL– 186 717 61 2004
- Восстановление V2О5 из отработанного ванадиевого катализатора способом выщелачивания растворами мочевины и серной кислоты //IOR Познань, , 159-167, 2005, Польша
- Solubility investigations in the Na2SO4 — V2O5 — H2O system from 293 K to 323 K, Journal of Chemical & Engineering Data, 51, 322-325, 2006, США  (англ.)
- Характеристика процессов и систем производства серной кислоты, Комплексная переработка вредных отходов ванадиевого катализатора, используемого для окисления SO2. Том, И, ИОР ПИБ Познань, 7 – 32, ISBN 978-83-89867-18-6
- Комплексная утилизация вредных отходов ванадиевого катализатора, используемого для окисления SO2. Cz. II. Производство нового катализатора. Химическая Промышленность, 3, 259-263